# Bergtoepaja
De bergtoepaja (Tupaia montana)  is een zoogdier uit de familie van de echte toepaja's (Tupaiidae). De wetenschappelijke naam van de soort werd voor het eerst geldig gepubliceerd door Oldfield Thomas in 1892.

## Beschrijving
Het bovenste deel van deze soort varieert van donkerbruin tot roodachtig- of olijfbruin. Sommige individuen hebben een bleke schouderstreep.
De Bergtoepaja lijkt veel op de Gewone toepaja (Tupaia glis), maar deze heeft kleinere achterpoten en komt gewoonlijk voor op grotere hoogte. Deze soort Toepaja heeft een kop-romplengte van 15 tot 33 centimeter en een staartlengte van 13 tot 19 centimeter.

## Verspreiding en habitat
Deze Bergtoepaja komt enkel voor op Borneo. Het is een van de meest algemene, en gemakkelijk te waarnemen bergbewonende zoogdieren in Sabah. Hij wordt enkel aangetroffen in bergachtige primaire en secundaire regenwouden boven de 600 meter boven zeeniveau.

## Leefwijze
Dit zoogdier is een dagdier, maar is het meest actief in de vroege morgen en de late avond.

### Mutualisme
De bergtoepaja vormt een mutualistische relatie met drie soorten bekerplanten, namelijk Nepenthes macrophylla, N. lowii en N. rajah. Hij gebruikt deze als rustplaats en voedt zich met de suikerrijke substantie die zich onder het deksel van de bekervormige bladeren bevindt. De uitwerpselen van de toepaja die in de beker vallen voorzien de plant van stikstof.